# جان فرانسوا انجلوا
جان فرانسوا انجلوا (بالفرنسية: Jean François Langlois)‏ هو بحار فرنسي، (ولد في La Luzerne ‏ في فرنسا 1808 – 1858 م).
في عام 1839، زار أنجلوا نيوزيلندا كقائد لسفينة صيد الحيتان الفرنسية "جان وان ماري". خلال زيارته، أبرم اتفاقية مع زعماء الماوري المحليين لشراء مساحة كبيرة من الأراضي في منطقة بانجوينيا، بهدف إنشاء مستعمرة فرنسية هناك. ومع ذلك، لم تتحقق هذه المستعمرة بسبب تدخل الحكومة البريطانية التي أعلنت سيادتها على نيوزيلندا في عام 1840.

## وصلات خارجية
- جان فرانسوا انجلوا على موقع الموسوعة البريطانية (الإنجليزية)